# Ricardo Ramina
Ricardo Ramina é um neurocirurgião curitibano, atual presidente da academia brasileira de neurocirurgia, editor chefe do jornal brasileiro de neurocirurgia e recipiente da Ordem do Pinheiro, a mais alta honraria do estado do Paraná.

## Biografia
Após se graduar em medicina pela Pontifícia Universidade Católica do Paraná, Ramina completou residência médica em neurocirurgia no serviço de neurocirurgia do Prof. Dr. Madjid Samii em Hanôver na Alemanha. Após a conclusão de sua residência, Ramina continuou a trabalhar sob Samii e se tornou medico-chefe (Oberarzt).
Em 1986 Ramina retornou ao Brasil onde assumiu a chefia do serviço de neurocirurgia do Hospital das Nações em curitiba. Em 2004, Ramina assumiu a chefia do servico de neurocirurgia do Instituto de Neurologia de Curitiba, cargo que mantém desde então.
Em 2018 Ramina recebeu o premio SNOLA (Society for NeuroOncology Latin America) como "reconhecimento ao trabalho de pesquisa no campo da neuro-oncologia". Em 2016 Ramina foi homenageado pelo Governo do Estado do Paraná com a Ordem do Pinheiro, grau Comendador. No mesmo ano, Ramina recebeu o título de Médico Destaque do Ano de 2016 pela Academia Paranaense de Medicina.
Ramina é autor de mais de 160 artigos publicados em jornais "peer-reviewed" (Revisão por pares) e de cinco livros de neurocirurgia publicados no Brasil e na Europa. Ramina deu mais de 600 aulas ou palestras em congressos nacionais e internacionais como convidado ou convidado de honra. 

## Cargos atuais e passados[5][3]
- Presidente da academia brasileira de neurocirurgia
- Editor chefe do jornal brasileiro de neurocirurgia
- Presidente Capítulo de cirurgia da base do crânio -Federação latino americana de neurocirurgia
- Chefe do Serviço de Neurocirurgia do Instituto de Neurologia de Curitiba
- Membro do departamento de cirurgia da base do crânio - World Federation of Neurosurgical Societies
- Ex-professor associado de neurocirurgia, George Washington University-EUA
- Ex-professor colaborador da UNICAMP
- Professor de Pós-Graduação em Cirurgia (PUC-PR)